# Hestavíg

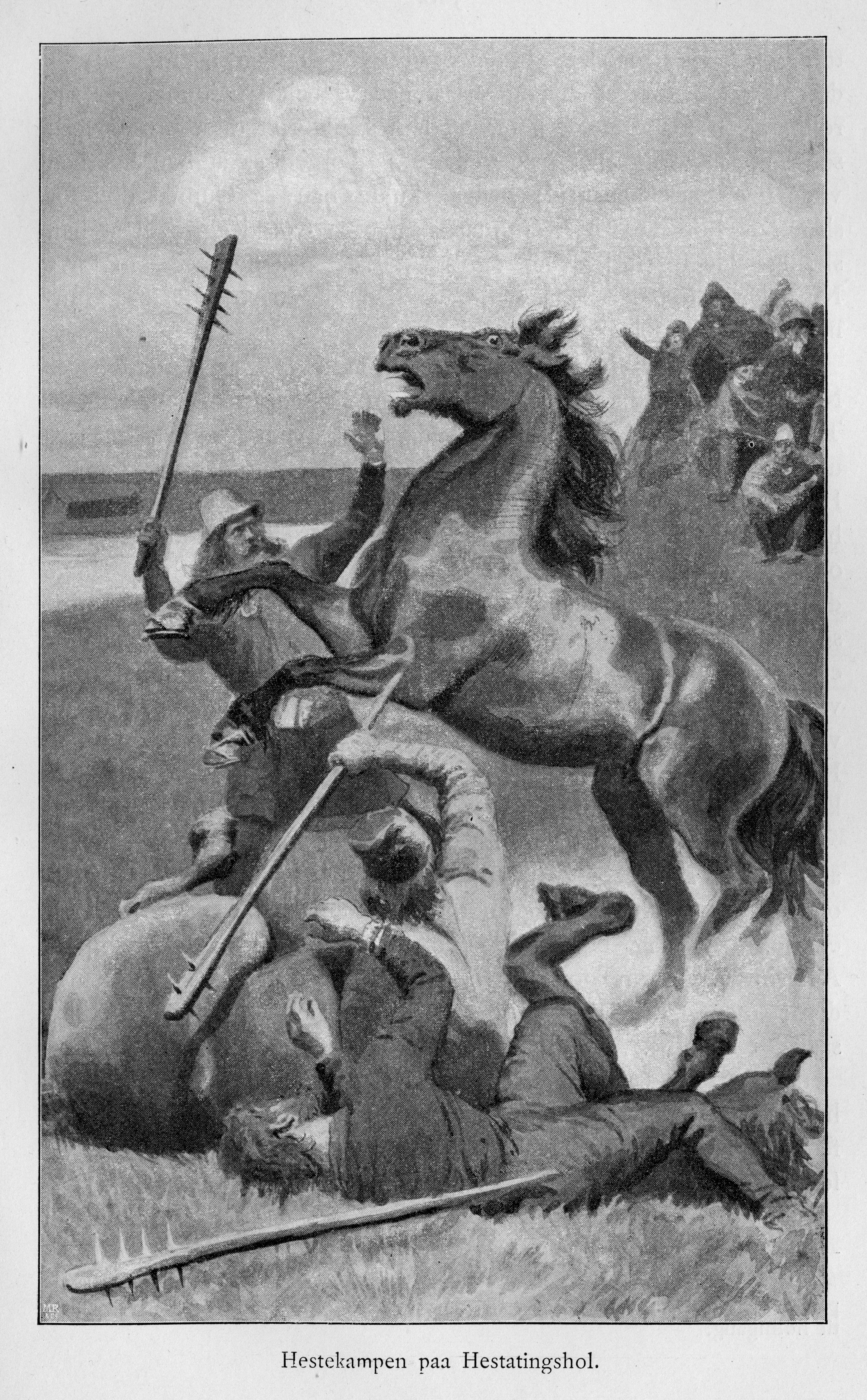
Grabado de 1898 representando un Hestavíg

Hestavíg era una actividad de entretenimiento durante la Era vikinga en la Mancomunidad Islandesa (930 - 1262), presuntamente un deporte que consistía en un brutal y sangriento enfrentamiento entre dos caballos sementales, azuzados por sus amos, que principalmente servía para elegir los mejores ejemplares para la reproducción. Era un acontecimiento cultural de enorme importancia y a veces comportaba enfrentamientos verbales y físicos entre los espectadores. El triunfo de un ejemplar u otro, podía repercutir social y políticamente en los pactos y alianzas entre los goði (caudillos) y bóndi (colonos granjeros), como se testimonia en las sagas nórdicas. El emplazamiento donde se celebraba estas batallas era un lugar neutral que se aprovechaba para fortalecer amistades o donde tratar asuntos entre rivales; también era una ocasión para el cortejo entre parejas jóvenes.
En ocasiones las rivalidades afloraban entre los participantes y acababan en conflictos sangrientos. Algunos ejemplos aparecen en la saga de Njál (cap. 59) y saga de Víga-Glúms (cap. 13-14).
El origen de la actividad procedía posiblemente de Noruega, donde también se cotizaban. Algunas veces exportaban desde Islandia ejemplares especialmente entrenados para las competiciones.

## Skeið
Otra actividad relacionada con los caballos, eran las carreras entre ejemplares o skeið (skeidh), actividad menos cruenta que el hestavíg y procedente de Escandinavia continental.